# میرندا کازگرو
میرندا تیلور کازگرو (انگلیسی: Miranda Taylor Cosgrove زاده ۱۴ مه ۱۹۹۳) بازیگر تلویزیون و سینما، خواننده پاپ و ترانه‌سرای آمریکایی است. فعالت هنری وی از سن سه سالگی و با حضور در آگهی‌های تبلیغاتی تلویزیون شروع شداما دوران بازیگری او در سینما از سال ۲۰۰۳ و با بازی در فیلم مدرسه راک آغاز شد. میرندا کازگرو در سریال دریک و جاش در نقش مگان پارکر و در سریال آی کارلی بازیگر نقش اول است.
میراندا در حال ورود به دانشگاه کالیفرنیای جنوبی در رشته «فیلم» است. میراندا زاده شهر لس‌آنجلس در ایالت کالیفرنیا است. وی از نسل انگلیسی، ایرلندی، فرانسوی است. وی در سن سه سالگی و بعد از پذیرش نقش‌آفرینی در تلویزیون، در تبلیغات‌های مک‌دونالدز نقش‌آفرینی می‌کرد. در هشت سالگی بود که فهمید به این کار علاقه دارد و برای بازیگری در تئاتر و نقش‌های تلویزیونی امتحان داد.

## زندگی شخصی
میراندا تنها فرزند خانواده است و در خانه درس خوانده. در اکتبر ۲۰۱۲، سگ وی به علت نوعی نارسائی کلیه می‌میرد. بعد از این اتفاق میراندا با مصاحبه با مجله پیپل اظهار کرد که سگش عضوی از خانواده آنها بوده و به خاطر اینکه او تک‌فرزند بوده، سگش قسمت بزرگی از زندگی‌اش بود. وی همچنین طی پیغامی در حساب توییتر خود گفت که سگش در روز اول مهدکودک و روز اول کالج در کنارش حضور داشته و تا ابد او را دوست خواهد داشت.
در پاییز ۲۰۱۲ میراندا گفت که قرار است به دانشگاه کالیفرنیای جنوبی برود و در رشته نویسندگی یا تئاتر درس بخواند. وی همچنین گفت که برای ادامه بازیگری و در کنار خانواده ماندن این تصمیم را گرفته. در نوامبر همان سال میراندا طی مصاحبه‌ای با لری کینگ گفت که در رشته فیلم درس خواهد خواند.
در اکتبر ۲۰۱۲ میراندا خانه‌ای سه خوابه، با متراژ ۲۷۰ متر را که ظاهر کلاسیک و قدیمی داشت را به قیمت ۲٫۶۸ میلیون دلار خریداری کرد. این خانه تا دانشگاه وی ۲۰ دقیقه فاصله دارد.

## فیلم‌شناسی
| فیلم‌های سینمایی | فیلم‌های سینمایی        | فیلم‌های سینمایی | فیلم‌های سینمایی |
| سال             | فیلم                   | نقش             | یادداشت         |
| --------------- | ---------------------- | --------------- | --------------- |
| ۲۰۰۳            | مدرسه راک              | سامر هاتوی      |                 |
| ۲۰۰۵            | مال تو، مال من، مال ما | جونی نورت       |                 |
| ۲۰۰۵            | پیتر کاتنتیل داره میاد |                 |                 |
| ۲۰۰۶            | رقابت با استاین        | کارن سوسمن      |                 |
| ۲۰۰۸            | درک، جاش، کریسمس مبارک | مگان پارکر      |                 |
| ۲۰۱۰            | من نفرت‌انگیز           | مارگو           | دوبلور          |
| ۲۰۱۰            | کریسمس خوب             | خودش            |                 |
| ۲۰۱۳            | من نفرت‌انگیز ۲         | مارگو           | دوبلور          |
| ۲۰۲۴            | من نفرت‌انگیز ۴         | مارگو           | دوبلور          |

| فیلم‌های تلویزیونی | فیلم‌های تلویزیونی                               | فیلم‌های تلویزیونی | فیلم‌های تلویزیونی |
| سال               | عنوان                                           | نقش               | یادداشت |
| ----------------- | ----------------------------------------------- | ----------------- | --- |
| ۲۰۰۱              | اسمالویل                                        | لانا لنگ جوان     | "فصل اول قسمت اول" |
| ۲۰۰۴              | زندگی با اساس                                   | جسیکا             | "تو بهتره شرط ببندی" (فصل ۵، قسمت ۵) |
| ۲۰۰۴–۲۰۰۷         | دریک و جاش                                      | مگان پارکر        | نقش اصلی |
| ۲۰۰۷              | زوی ۱۰۱                                         | پیگ هاوارد        | "پیگ در پی سی ای" (فصل ۳، قسمت ۱۳) |
| ۲۰۰۷              | فقط اردن                                        | لیندی چاندلر      | "پیانو بیدغدغه" (فصل اول، قسمت ۱۳) |
| ۲۰۰۷              | محو نشدنی                                       | کازمینا           | "نمایش استعداد" (فصل ۳، قسمت اول) |
| ۲۰۰۷–۲۰۱۲         | آی کارلی                                        | کارلی شِی          | شخصیت اصلی |
| ۲۰۰۸              | گروه برادران عریان (سریال تلویزیونی)            | خودش              | "دختر راز" (فصل ۳، قسمت اول) |
| ۲۰۰۸–۲۰۱۰         | مراسم جوایز انتخاب بچه‌ها                        | خودش              | ۲۰۰۸-برنده جایزه برای دریک و جاش ۲۰۰۹-برنده جایزه برای نمایش تلویزیونی مورد علاقه (همراه با دیگر بازیگران آی کارلی) و بهترین اجرا در سریال‌های تلویزیونی (کمدی یا داستانی)-مقدم بازیگر جوان ۲۰۱۰-برنده جایزه برای نمایش تلویزیونی مورد علاقه (همراه با دیگر بازیگران آی کارلی) |
| ۲۰۱۰              | ۷ راز با میرندا کازگرو                          | خودش              | نیکلودین ویژه (۲۴ آوریل ۲۰۱۰) ۲۰۱۰-برنده جایزه برای نمایش تلویزیونی مورد علاقه (همرا با دیگر بازیگران آی کارلی) |
| ۲۰۱۰              | اواخر شب با جیمی فالون ('مصاحبه میرندا کازگرو') | خودش              | ۲۱ ژوئن ۲۰۱۰ |
| ۲۰۱۰              | همسر خوب                                        | اسولان            | |
| ۲۰۱۳ - حال        | دوستدختر در یک کما                              | اوی               | |